# Jonesboro (Illinois)
Jonesboro – miasto w Stanach Zjednoczonych, w stanie Illinois, siedziba administracyjna hrabstwa Union.